# Ulipur
Ulipur è un sottodistretto (upazila) del Bangladesh situato nel distretto di Kurigram, divisione di Rangpur. Si estende su una superficie di 504,19 km² e conta una popolazione di 395.207 abitanti (censimento 2011).